# Gröninger Orgel

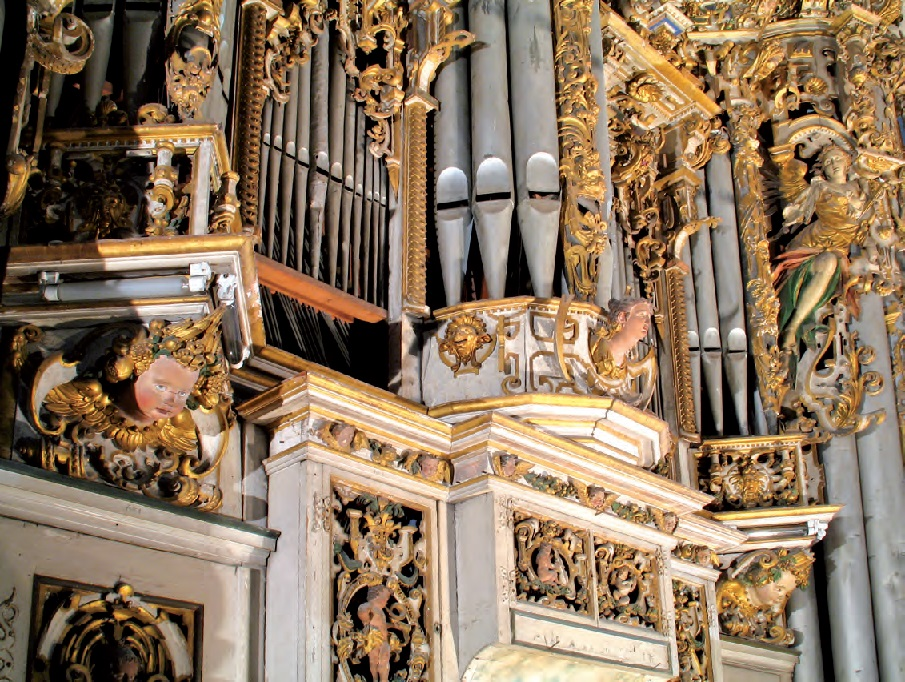
Sockelbereich mit Brustwerk

Die Gröninger Orgel ist eine Orgel, die David Beck 1592 bis 1596 mit 59 Registern für das Schloss in Gröningen schuf. Weithin bekannt wurde sie durch die Orgelprobe am 2. August 1596, zu der mehr als 50 Organisten eingeladen wurden. Durch Umbauten und Verfall ging das Innenwerk verloren. Im Wesentlichen ist nur der Prospekt in St. Martini in Halberstadt erhalten. Es gibt Pläne, die Gröninger Orgel zu rekonstruieren.

## Baugeschichte

### Orgelneubau 1592–1596
Der Orgelneubau wurde von Herzog Heinrich Julius von Braunschweig-Wolfenbüttel für die Schlosskapelle in seinem Residenzschloss in Gröningen in Auftrag gegeben, nachdem der Herzog 1578 im Alter von 14 Jahren zum protestantischen Bischof des Bistums Halberstadt eingesetzt wurde. Als künstlerisch vielfältig begabter und ausgebildeter Mann berief er 1594 Michael Praetorius zu seinem Kammerorganisten. Ob Praetorius Einfluss auf den Neubau hatte, ist nicht eindeutig, da mit diesem bereits im Jahr 1592 begonnen worden war.
David Beck schuf zusammen mit neun Gesellen ein Werk, für das er 10.000 Reichsthaler erhielt. Die Orgel sollte die größte, prächtigste und bedeutendste Orgel der damaligen Zeit werden.
Das monumentale Werk mit 59 Registern wurde am 2. August 1596 in einer Orgelprobe von den 53 namhaftesten Organisten der Zeit geprüft und eingeweiht. Darunter befanden sich neben Michael Praetorius Heinrich Compenius der Ältere (Nordhausen), Hieronymus Praetorius (Hamburg), Hermann Ebel (Lübeck), Petrus Schröter (Rostock), Johann Steffens (Lüneburg), Cajus Schmidtlein (Danzig), Johann von Ende (Kassel) und Hans Leo Haßler (Augsburg), die teils bis 500 km angereist waren. Sie erhielten für ihre Auslagen 3.000 Reichsthaler. Nach der Weihe wurde Michael Praetorius Organist an der Gröninger Orgel und war für ihre Pflege verantwortlich. Er beschrieb die Orgel und ihre Disposition in seinem Syntagma musicum. Das Schloss mit Kapelle, Orgel und dem Gröninger Fass galt als Weltwunder und zog Besucherscharen an. 1604/05 wurde Esaias Compenius der Ältere mit der Wartung betraut, der 1605 mit dem Bau einer kostbaren hölzernen Orgel beauftragt wurde. Dieses Pendant zur Gröninger Orgel wurde 1610 vollendet (→ Orgel von Schloss Frederiksborg).

### Verfall und Umbauten 18.–20. Jh.
Im 18. Jahrhundert verfiel das Werk zunehmend. Andreas Werckmeister erstellte im Jahr 1705 ein Gutachten Organum Gruningense redivivum über den Zustand des Instruments und übte Kritik an der Orgel, da er die kammermusikalische Konzeption einer umfangreichen Registersammlung, die Renaissance-Disposition, die eher zarten Registerklänge, den niedrigen Winddruck und die mitteltönige Stimmung 100 Jahre nach dem Orgelbau nicht nachvollziehen konnte.
1741 war das Instrument in einem unspielbaren Zustand. Im Rahmen der Auflösung des Gröninger Schlosses verschenkte Friedrich der Große 1770 die Orgel an St. Martini in Halberstadt. Sechzig Jahre später verlor sie allerdings ihr gesamtes originales Pfeifenwerk durch einen Neubau im Stil der Zeit von Johann Friedrich Schulze, so dass nur noch der Prospekt und sämtliche originale Prospektpfeifen erhalten sind. Im Zuge der Umbaumaßnahmen durch Schulze gelangte der Prospekt des Rückpositivs um 1838 in die Kirche St. Simon und Judas Harsleben, wo er mit den originalen Pfeifen erhalten blieb. Ernst Röver erneuerte 1921 die Halberstädter Orgel mit einem Werk, das er ursprünglich für die Barmer Stadthalle geschaffen hatte.
Im Zweiten Weltkrieg wurde die Orgel ausgelagert und so vor der Zerstörung bei dem Luftangriff vom 8. April 1945 bewahrt.

### Rekonstruktion

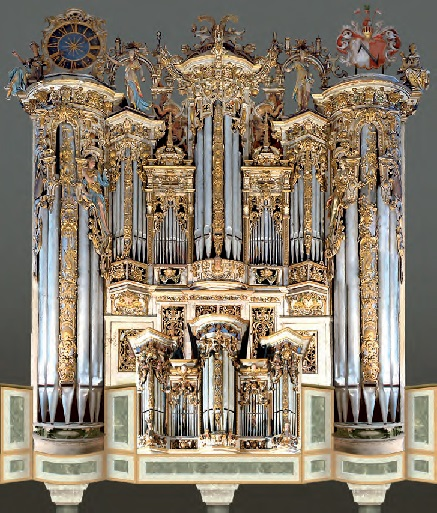
Rekonstruktion (Fotomontage)

Im Jahr 2007 wurde ein international besetzter Förderverein gegründet, der sich für die Rückführung des Rückpositivs und die originalgetreue Rekonstruktion der Gröninger Orgel einsetzt. In den vergangenen Jahren wurden erste Erkenntnisse und organologische Grundlagen zur Rückgewinnung der Orgel erarbeitet durch Christian Lutz, Dietrich Kollmannsperger und Christoph Lehmann. Die Röver-Orgel wurde im Juli und August 2012 abgetragen und fand in der Stephaniekirche in Calbe (Saale) einen neuen Aufstellungsort. Im leeren Gehäuse wurden durch Koos van de Linde und Jörg Dutschke eingehende Untersuchungen durchgeführt, die entscheidende neue Erkenntnisse zur ursprünglichen Beschaffenheit der Orgel brachten. Die Kirchengemeinde Harsleben hat einer Integration des originalen Rückpositiv-Prospekts in das erhaltene Gehäuse in Halberstadt zugestimmt; die Genehmigung vonseiten der Denkmalschutzbehörde liegt seit 2015 vor.

## Beschreibung
Michael Praetorius gibt in seinem Syntagma musicum die ursprüngliche Disposition wieder, die auch für die Rekonstruktion zugrunde gelegt wird. Die Angaben von Werckmeister in seinem Gutachten weichen davon etwas ab, was zu verschiedenen Harmonisierungen geführt hat. Das Brustwerk war vom Hauptwerk (Oberwerk) aus anspielbar. Das Kleinpedal befand sich im Brustwerkgehäuse (In der Brust auf beiden Seiten zum Pedal) und das Großpedal in den beiden seitlichen Pedaltürmen (In den beiden Seitenthörmen zum Pedal). Das dritte Pedalwerk stand auf einer separaten Lade hinter der Hauptwerklade (Im Pedal auf der Ober-Lade).
Die Orgel steht an der Schwelle von Renaissance und Frühbarock. Die äußere Gestaltung des Gehäuses weist italienischen Einfluss auf. Auffallend ist das ausladende Schnitzwerk am ganzen Gehäuse mit Ornamenten, Figuren, stilisierten Musikinstrumenten und Cheruben. Christlichen Symbolen stehen heidnische gegenüber, die anscheinend im Wettstreit miteinander stehen. Zudem finden sich zahlreiche Bemalungen und Vergoldungen. Die Mittelpfeifen in den polygonalen oder Spitztürmen sind vollständig mit Ornamenten belegt. Die Gesimse sind reich profiliert. Der Registerbestand war eine Sammlung aller bis dahin bekannten Register, wie sie in der Organographia des Praetorius aufgeführt sind. Sechs Werke waren auf acht Windladen und zwei Manuale und Pedal verteilt. Ungewöhnlich reich war das Pedalwerk ausgestattet, das sich aus Groß- und Kleinpedal zusammensetzte. Weitere Register standen auf einer separaten Windlade im Gehäuse des Oberwerks. Die Labialpfeifen wiesen einen hohen Zinnanteil auf, die Schallbecher der Zungenstimmen waren aus reinem Messing gefertigt. Im Oberwerk standen die Prospektpfeifen ohne Kondukte direkt auf der Lade.
Die Disposition vereint kompendienartig die drei Registerfamilien, die Prinzipale, Flöten und Zungenstimmen. Sie orientiert sich am mitteldeutschen Typ, weist mit der Trompete 8′ im Manual und den zahlreichen Pedalzungen aber auch norddeutsche Stilelemente auf. Wie auch bei den anderen Orgeln Becks sind die Prinzipalchöre grundlegend. Sie basieren in Hauptwerk auf Acht-Fuß-Lage, im Rückpositiv auf dem Vier-Fuß und im Pedal auf dem 16-Fuß. Ergänzt werden sie in allen drei Werken um Flötenchöre, die entsprechend mitteldeutscher Tradition auch Flötaliquoten beinhalten. Der Zungenchor ist im Rückpositiv voll ausgebaut. Das Fehlen von Zungenstimmen im stärker grundtönigen Hauptwerk wird durch hochliegende Labial- und Lingualstimmen im Brustwerk ausgeglichen. Das reich besetzte Pedal verfügt über zahlreiche charakteristische Einzelstimmen aus den drei Registerfamilien. Auf diese Weise war die Orgel ideal für die großen Choralbearbeitungen im Consortstil der ausgehenden Renaissance und des Frühbarock geeignet.

## Würdigung

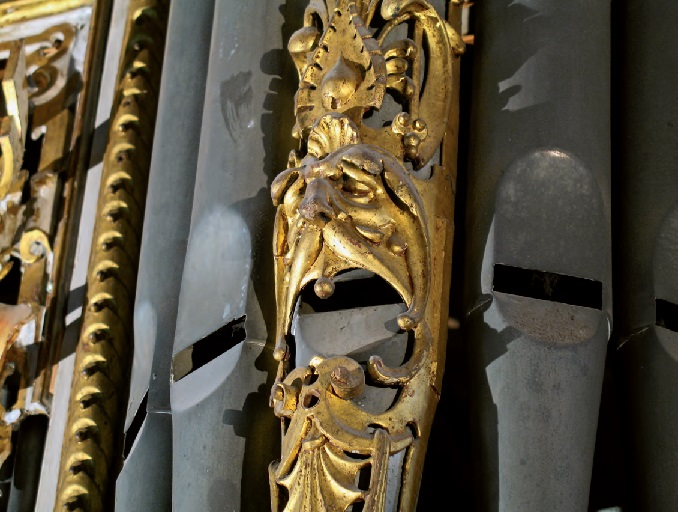
Mit Masken verzierte Prospektpfeifen

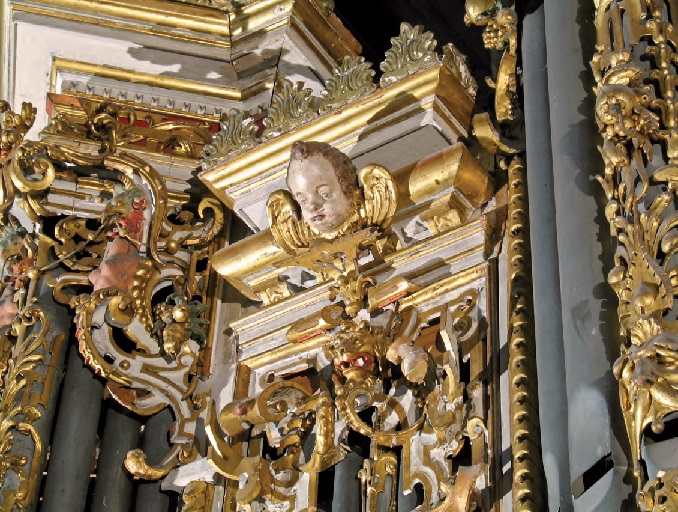
Schmuck an Spitztürmen und Flachfeld

Der Hallenser Kunsthistoriker Holger Brülls vom Landesamt für Denkmalpflege und Archäologie würdigte die Gröninger Orgel am 22. Januar 2009 im Vortragsraum des Domschatzes zu Halberstadt mit folgenden Worten:
„Der Prospekt der ehemaligen Beck-Orgel von 1596 ist aus kunst- und orgelbaugeschichtlicher Sicht gleichermaßen bedeutend. Er gehört zu den prunkvollsten und künstlerisch ambitioniertesten Orgelfassaden des 16. Jahrhunderts im nördlichen Europa. Die den Betrachter bedrängende Überfülle von Ornament und figürlichem Schmuck entspricht dem Repräsentationsbedürfnis eines musik- und kunstbesessenen Renaissancefürsten: Mit diesem ursprünglich für die Kapelle seines Schlosses in Gröningen gebauten Instrument schuf Herzog Heinrich Julius von Braunschweig-Lüneburg den Idealtypus einer höfischen Prunkorgel im Zeitalter des Manierismus. Der Bau dieser bald weltberühmten Orgel gehörte zu den kühnsten Unternehmungen des Fürsten. Klangkonzept und künstlerische Ausgestaltung waren erkennbar von dem Anspruch geleitet, wenn nicht die größte, so doch die großartigste Orgel der Epoche zu schaffen. Die überlieferte opulente Disposition des Beckschen Werkes mutet wie eine Enzyklopädie aller um 1600 denk- und wünschbaren Orgelklänge an. Die Gesamtarchitektur der Orgel wird in ihrer überwältigenden Schönheit freilich erst begreifbar, wenn man den im frühen 19. Jahrhundert beseitigten Rückpositivprospekt hinzudenkt, der sich heute in der Dorfkirche zu Harsleben befindet. Orgelbaugeschichtlich bedeutsam ist weiter die imposante Stellung der raumhohen Pedaltürme, die bis auf Emporenniveau herabreichen und daher die längsten und größten Pfeifen in voller Länge und Pracht zeigen. Gemeinhin als ‚Hamburger Prospekt‘ bezeichnet, ist dieser Aufbau in der Beck-Orgel bemerkenswert früh in unüberbietbarer Großartigkeit ausgeprägt.

Während die ebenfalls im Auftrag von Herzog Heinrich Julius von Esaias Compenius 1610 geschaffene Orgel, ursprünglich für das auf halber Strecke zwischen Halberstadt und Wolfenbüttel gelegene Schloss Hessen erbaut und heute in der Kapelle von Schloss Frederiksborg bei Hilleröd (Dänemark) aufgestellt, als das bedeutendste Klangdenkmal des mitteldeutschen Orgelbaus der Zeit um 1600 zu gelten hat, ist der Prospekt der Beck-Orgel ein einzigartiges Symbol für das Maximum an architektonischer und bildhauerischer Prachtentfaltung, das der Orgelbau in der Zeit zwischen Spätrenaissance und Frühbarock aufzubieten hatte. Darin ist er nur den prächtigsten italienischen, nordfranzösischen, niederländischen und spanischen Orgelprospekten jener Epoche vergleichbar. Das wertvolle Kunstwerk, insbesondere Farbfassung und plastischer Schmuck, ist in einem stark schadhaften und akut gefährdeten Zustand. Eine möglichst schnelle Sicherung und umfassende restauratorische Untersuchung ist Gebot der Stunde. Die Restaurierung des Prospektes und die Neuschaffung eines ihm angemessenen Orgelwerkes in Anlehnung an die von Michael Prätorius überlieferte Disposition des David Beck wird aus der Orgel der Martinikirche die mit Abstand glänzendste Erscheinung unter den Zeugnissen der Orgelbaukunst aus dem 16. Jahrhundert und mithin aus der dem Zeitalter der Reformation in Sachsen-Anhalt machen.“

## Disposition
| I Rückpositiv CDE–c3 |                |       |
| 1.                   | Quintadehn     | 8′    |
| 2.                   | Principal      | 4′    |
| 3.                   | Gemßhorn       | 4′    |
| 4.                   | Gedact         | 4′    |
| 5.                   | Octava         | 2′    |
| 6.                   | Spizfloite     | 2′    |
| 7.                   | Quinta         | 1 ⁄2′ |
| 8.                   | Subflöite      | 1′    |
| 9.                   | Mixtur IV (?)  |       |
| 10.                  | Zimbel III (?) |       |
| 11.                  | Sordunen       | 16′   |
| 12.                  | Trommet        | 8′    |
| 13.                  | Krumbhorn      | 8′    |
| 14.                  | Klein Regal    | 4′    |

| II Oberwerk CDE–c3 |                    |     |
| 15.                | Groß Quintadena    | 16′ |
| 16.                | Principal          | 8′  |
| 17.                | Holfloiten         | 8′  |
| 18.                | Grobgedact         | 8′  |
| 19.                | Gemßhorn           | 8′  |
| 20.                | Groß Quwerflöt     | 8′  |
| 21.                | Quinta             | 6′  |
| 22.                | Octava             | 4′  |
| 23.                | Klein Querflöite   | 4′  |
| 24.                | Nachthorn          | 4′  |
| 25.                | Mixtur VI–VIII (?) |     |
| 26.                | Zimbel doppelt II  |     |

| II Vornen in der Brust CDE–c3 |                     |    |
| 27.                           | Klein Gedact        | 2′ |
| 28.                           | Klein Octava        | 1′ |
| 29.                           | Klein Mixtur II (?) |    |
| 30.                           | Zimbel doppelt II   |    |
| 31.                           | Rancket             | 8′ |
| 32.                           | Regal               | 8′ |
| 33.                           | Zimbel Regal        | 2′ |

| Im Pedal auf der Ober-Lade CDE– |                       |        |
| 34.                             | Untersatz             | 16′    |
| 35.                             | Quintadeen Bass       | 16′    |
| 36.                             | Octaven Bass          | 8′     |
| 37.                             | Klein Octaven Bass    | 4′     |
| 38.                             | Klein Quintadeen Bass | 4′     |
| 39.                             | Nachthorn Bass        | 4′     |
| 40.                             | Rausch Quinten Bass   | 3′ (?) |
| 41.                             | Hol Quinten Bass      | 3′ (?) |
| 42.                             | Holfloiten Bass       | 2′     |
| 43.                             | Mixtur Bass V (?)     |        |

| In den beiden Seitenthörmen CDE– |                     |           |
| 44.                              | Groß Principal Bass | 16′       |
| 45.                              | Groß Gemshorn Bass  | 16′       |
| 46.                              | Groß Querflöiten    | 8′ (16′?) |
| 47.                              | Gemshorn Bass       | 8′        |
| 48.                              | Quintflöiten Bass   | 6′        |
| 49.                              | Kleingedact         | 4′        |
| 50.                              | Sordunen Bass       | 16′       |
| 51.                              | Posaunen Bass       | 16′       |
| 52.                              | Trommeten Bass      | 8′        |
| 53.                              | Schallmeyen Bass    | 4′        |

| In der Brust auf beiden Seiten CDE– |                     |              |
| 54.                                 | Quintflöiten Bass   | 12′ (1 ⁄2′?) |
| 55.                                 | Bawrflöiten Bass    | 4′           |
| 56.                                 | Zimbel Bass III (?) |              |
| 57.                                 | Rancket Bass        | 8′           |
| 58.                                 | Krumbhorn Bass      | 8′           |
| 59.                                 | Klein Regal Bass    | 8′ 4′        |

- Koppeln: I/II
- Tremulant

## Technische Daten
- 59 Register
- Traktur:
  - Tontraktur: mechanisch
  - Registertraktur: mechanisch
- Windversorgung:
  - 8 Mehrfalten-Keilbälge
  - Winddruck: 66 mmWS
- Stimmung:
  - Mitteltönige Stimmung[16]